# ラルス・オンサーガー
ラルス・オンサーガー（Lars Onsager, 1903年11月27日 - 1976年10月5日）は、ノルウェー系アメリカ人の物理学者。姓はオンザーガーやオンセージャーとも表記される。不可逆過程の熱力学の研究により1968年ノーベル化学賞受賞。
ノルウェー工科大学卒業。チューリッヒ工科大学を経て、1928年ブラウン大学の教職員となった。1933年よりイェール大学の化学科の助教授、1940年には同大学準教授、1945年から1973年までイェール大学の教授を務めた。1975年王立協会外国人会員選出。
1931年にオンサーガーの相反定理を発見し、熱力学第二法則の発展形である「不可逆過程の熱力学」を首尾一貫した理論体系に整備する道を拓いた。また1944年に2次元イジング模型の厳密解を導き、相転移現象の研究に一大転機を与えた。
1953年には、国際理論物理学会で来日した。1995年にはアメリカ物理学会によりラルス・オンサーガー賞が創設された。

## 受賞歴
- 1953年 ランフォード賞
- 1958年 ローレンツメダル
- 1962年 ウィラード・ギブズ賞
- 1965年 ピーター・デバイ賞
- 1968年 ノーベル化学賞、アメリカ国家科学賞